# La nuova vita di Nina
La nuova vita di Nina (はじまりのにいな?, Hajimari no Niina) è un manga scritto e disegnato da Koyomi Minamori, edito dalla Hakusensha sulla rivista Hana to yume dal 2010 al 2012; l'edizione italiana è pubblicata dalla RW Edizioni, mediante la propria etichetta Goen, a partire dal novembre 2021.

## Trama
Chitose Amamiya, una quindicenne allegra e di buon cuore, si getta in strada per evitare che una donna incinta venga travolta da un camion; il suo gesto dà il frutto sperato, poiché la donna effettivamente si salva, ma Chitose perde la vita al suo posto. Il fidanzato di Chitose, Atsuro Itami, coetaneo sinceramente affezionato alla ragazza, dopo aver assistito alla scena piomba invece in una sorta di depressione: sebbene vada avanti con la propria vita, rifiuta di intraprendere ulteriori relazioni.
Progressivamente, dieci anni dopo, alla piccola Nina Aoyagi iniziano a tornare in mente i ricordi della sua vita precedente e di Atsuro, che scopre essere suo vicino di casa. La giovane si convince che deve esserci un motivo se il destino le ha dato una tale «seconda possibilità», e cerca così di riallacciare i rapporti con il fidanzato, sebbene non sappia come spiegargli l'incredibile situazione e lui abbia ormai venticinque anni. Oltre a questo, Nina deve anche fare i conti con i propri sentimenti nei confronti dei genitori e del fratello che aveva quando era ancora nel corpo di Chitose.
Tutto infine si risolve per il meglio: anni dopo, Nina riesce a sposare Atsuro, e allo stesso tempo a riallacciare completamente i rapporti con i suoi "primi" genitori e con il fratello; la ragazza, ormai cresciuta, comprende infine il perché di quella particolare reincarnazione: la donna che aveva salvato era infatti la sua seconda madre.

## Manga
In Giappone l'opera è stata edita dalla Hakusensha all'interno della rivista bimestrale Hana to yume, dal 18 settembre 2010 al 20 ottobre 2012; i capitoli sono stati in seguito raccolti in quattro volumi tankōbon, pubblicati dal 20 luglio 2011 al 18 gennaio 2013. In Italia i diritti de La nuova vita di Nina sono stati acquisiti dalla RW Edizioni, che ne ha curato la distribuzione mediante la propria etichetta Goen, avvenuta a partire dal 12 novembre 2021. L'opera è stata pubblicata anche in numerosi altri paesi, tra cui: Francia (Panini Comics, La nouvelle vie de Niina), Thailandia (Bongkoch, เกิดกี่ครั้งขอรักเพียงเธอ) e Indonesia (M&C!, Niina's First Love Story).

### Volumi
| 1 | 20 luglio 2011                                    | ISBN 978-4-592-18547-5 | 12 novembre 2021 | ISBN 978-88-9284-218-2 |
| 1 | Capitoli - Capitoli 1-3 - Extra. Un amore stupido |                        |                  |                        |
| 2 | 20 aprile 2012                                    | ISBN 978-4-592-19421-7 | 30 dicembre 2021 | ISBN 978-88-9284-242-7 |
| 2 | Capitoli - Capitoli 4-9                           |                        |                  |                        |
| 3 | 19 ottobre 2012                                   | ISBN 978-4-592-19422-4 | 25 marzo 2022    | ISBN 978-88-9284-285-4 |
| 3 | Capitoli - Capitoli 10-15                         |                        |                  |                        |
| 4 | 18 gennaio 2013                                   | ISBN 978-4-592-19423-1 | 8 aprile 2022    | ISBN 978-88-9284-380-6 |
| 4 | Capitoli - Capitoli 16-22                         |                        |                  |                        |